# مقاطعة كينت (ديلاوير)
مقاطعة كينت (بالإنجليزية: Kent County, Delaware)‏ هي إحدى مقاطعات ولاية ديلاوير في الولايات المتحدة. تأسست سنة 1683، بلغ عدد سكانها 164834 نسمة في عام 2010 حسب إحصاء مكتب تعداد الولايات المتحدة وتصل الكثافة السكانية فيها 106.2 نسمة/كم2.

## أعلام
- جوزيف ماسون
- إسحاق غريفين
- سيزر رودني
- هنري هايز لوكوود
- توماس رودني

## وصلات خارجية
- www.co.kent.de.us
- United States Counties

قالب:مقاطعات ديلاوير